# Evangelische Kirche (Nieder-Modau)

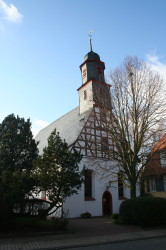
Evangelische Kirche (Nieder-Modau)

Die Evangelische Kirche Nieder-Modau ist ein denkmalgeschütztes Kirchengebäude, das im Ortsteil Nieder-Modau steht, das zum Stadtteil Modau von Ober-Ramstadt im Landkreis Darmstadt-Dieburg in Hessen gehört. Die Kirche gehört zur Kirchengemeinde Modau im Dekanat Darmstadt in der Propstei Starkenburg der Evangelischen Kirche in Hessen und Nassau.

## Beschreibung
Von der mittelalterlichen Kapelle sind das romanische Portal im Westen und das spätgotische Portal im Osten beim Umbau 1716–18 zur Saalkirche erhalten geblieben. Aus dem Satteldach des Kirchenschiffs erhebt sich im Osten ein quadratischer Dachreiter mit einem achteckigen Aufsatz, auf dem eine glockenförmige Haube sitzt. Die Kirchenausstattung stammt aus der Zeit des Umbaus.